# گواکارا
گواکارا (به اسپانیایی: Guacara) یک شهر در ونزوئلا است که در Guacara واقع شده‌است. گواکارا ۳۲۰ کیلومتر مربع مساحت و ۱۷۸٬۰۰۰ نفر جمعیت دارد و ۴۳۸ متر بالاتر از سطح دریا واقع شده‌است.